# Serra do Comissário
A Serra do Comissário é uma proeminente serra brasileira localizada no sertão paraibano, tendo sido declarada como Patrimônio Cultural Imaterial do estado da Paraíba em 2023. Com uma área total de 19 000 hectares (ha), a serra está localizada no limites dos municípios de Lagoa, Pombal, Santa Cruz e São Francisco.
Com altitudes que podem superar os 800 metros, a Serra do Comissário é um ponto de destaque na paisagem sertaneja paraibana, pois com um clima mais ameno e úmido a vegetação da caatinga, apresenta-se como refúgio da fauna e flora, onde elas apresentam-se mais exuberantes, quando comparadas à caatinga das regiões mais baixas localizadas no entorno.
Além de seu valor natural, a Serra do Comissário possui uma relevância cultural e histórica significativa para as comunidades circundantes, que mantêm práticas tradicionais de agricultura, artesanato e festas religiosas, logo, o turismo sustentável tem sido promovido como uma forma de desenvolver a economia local, permitindo que os visitantes explorem a beleza natural da serra enquanto contribuem para a preservação ambiental e o bem-estar das comunidades locais.

## Geografia
Geralmente associada ao município de Santa Cruz, a Serra do Comissário ocupa também trechos dos municípios de Lagoa, Pombal e São Francisco. Segundo a classificação climática de Köppen-Geiger, o clima da região é tropical quente e úmido com chuvas de verão e outono, tipo Aw’, onde a pluviosidade média da região chega aos 875 mm anuais, sendo que a temperatura de até 28 °C das cidades próximas, sofre o efeito de altitude da serra e é amenizada, com as temperaturas médias em seu topo apresenta variando entre 22 °C e 25 °C.
Em seu sopé e entorno, o relevo apresenta-se como plano a suavemente ondulado e predomínio de vegetação de caatinga arbustiva densa, com alguns elementos arbóreos, que tornam-se predominantes ao ultrapassar a altitude de 650 metros, sujo relevo passa a ser ondulado a montanhoso. Sua vegetação de caatinga há predomínio de espécies como angico, cajá, canafístula, catolé, faveleira, goiabinha, gonçalo-alves, ipê-roxo, jatobá, juazeiro, marmeleiro, jurema-preta, jurema, pinhão-bravo, trapiá, velame, pau-branco e pereiro.
Dos açudes existentes na região, a maioria está situada em áreas abaixo dos 350 metros, sendo abastecidos por pequenos riachos temporários que descem da serra durante a estação das chuvas, porém, também é possível encontrar nascentes e olhos d'água na serra, dos quais alguns são perenes.

## História
A característica de brejo na Serra do Comissárioserviu como atrativo e habitação por séculos para colonizadores, sendo que hoje as 39 famílias permanecem no local antropizaram parte da área da serra, para a prática de agricultura e pecuária, bem como para a abertura de estradas e construções, a exemplo da vila ao redor da Igreja de Nossa Senhora da Conceição, uma das mais antigas da região. Além da vila, há também um assentamento do Instituto Nacional de Colonização e Reforma Agrária (INCRA) no topo da serra.
A existência de um ecossistema que serve de refúgio para muitas espécies animais e vegetais, associados à antropização e destruição dos recursos ao longo dos anos, a exemplo das queimadas que costumam ocorrer no local, tem servido de base para estudos que apontam a necessidade de criação de uma unidade de conservação no local.